# Italia 1
Italia 1 est une chaîne de télévision généraliste privée italienne du groupe Mediaset.

## Histoire de la chaîne
Italia 1 est créée par l'éditeur Edilio Rusconi et commence à diffuser son programme le 3 janvier 1982 sur dix-huit émetteurs locaux (dont le principal est Antenna Nord à Milan) afin de se constituer un réseau de diffusion national. Le 6 septembre de la même année, Rusconi passe un accord de collaboration avec Silvio Berlusconi, propriétaire de Canale 5, et quelques mois après, le groupe Fininvest prend definitivement le contrôle de la chaîne.
Italia 1, chaîne généraliste qui s'adresse principalement à un public jeune, est le deuxième canal du groupe Mediaset.

Logo d'Italia 1 du 3 janvier 1982 au 25 septembre 1989
Logo actuel d'Italia 1 depuis le 25 septembre 1989

## Programmes
Ses programmes sont composées de séries télévisées américaines, de beaucoup de sport et de programmes d'information qui permettent à Italia 1 d'être la troisième chaîne de télévision la plus regardée en Italie derrière Canale 5 et Rai Uno.

### Émissions
Information
- Studio Aperto : le Télé-journal d'Italia 1 fut le premier journal télévisé diffusé sur une chaîne de télévision privée en Italie (1991)

Sport
- Controcampo
- WWE SmackDown
- Studio Sport : le Télé-journal sportif diffusé du lundi au vendredi;
- Guida al campionato
- Domenica stadio
- Grand Prix

Directs sportifs
- Ligue des champions de l'UEFA
- Internazionali di Roma
- Motomondiale

Divertissement
- Festivalbar
- Candid Camera
- Le Iene
- Mai Dire... (diffusé sur Canale 5 de mars à mai 2006)
- Top of the Pops
- Distraction
- Fr4nkenstein
- On the Road
- Mercante in fiera
- Prendere o lasciare

Télé-réalité
- La talpa
- Campioni, il sogno
- La Pupa e il Secchione
- Uman - Take Control

### Série télévisée
- Ally McBeal
- Alerte à Malibu
- Les Années collège
- Boston Public
- Beverly Hills 90210
- Blue Water High : Surf Academy
- Buffy contre les vampires
- Camera Café
- The Closer : L.A. enquêtes prioritaires
- Du côté de chez Fran
- Dharma et Greg
- Drama
- Dawson
- Dr House
- Earl
- Les Experts
- Les Experts : Miami
- Les Experts : Manhattan
- Ma famille d'abord
- Gilmore Girls
- Gossip Girl
- Grey's Anatomy
- Happy Days
- Hercule
- Hercule contre Arès
- Heroes
- How I Met Your Mother
- I ragazzi della 3ª C (it)
- Invisible Man
- John Doe
- Les jumelles s'en mêlent
- Lizzie McGuire
- Love Bugs (it)
- Malcolm
- Le Monde de Joan
- New York 911
- Newport Beach
- Nip/Tuck
- Notre belle famille
- Une nounou d'enfer
- Oui, chérie !
- Oz
- Phénomène Raven
- Le Prince de Bel-Air
- Prison Break (série télévisée)
- Pham Viet Dung
- Phan Viet Dung
- Sabrina, l'apprentie sorcière
- Sept à la maison
- Sheena, Reine de la Jungle
- The Shield
- Six Feet Under
- Sliders : Les Mondes parallèles
- Smallville
- Summerland
- Supercar
- Sydney Fox, l'aventurière
- Tru Calling : Compte à rebours
- V
- Vampire Diaries
- Veronica Mars
- Un, dos, tres
- La Vie de famille
- Will et Grace
- X-Files : Aux frontières du réel
- Xena, la guerrière
- Zoé

### Série télévisée d'animation
- Ace Ventura
- American Dad!
- Angry Birds Toons
- Angela Anaconda
- Les Aventures de Sonic
- Baby Looney Tunes
- Bakugan Battle Brawlers
- Bakugan : Les Envahisseurs de Gundalia
- Bakugan : La Nouvelle Vestroia
- Batman
- Beethoven
- Belle et Sébastien
- Ben 10
- Ben 10: Alien Force
- Ben 10: Ultimate Alien
- Blue Dragon
- Beyblade
- Beyblade Metal Fusion
- Beyblade: Metal Masters
- Beyblade: Metal Fury
- Beywheelz (en)
- Buinfig
- Bob l'éponge
- Creamy, merveilleuse Creamy
- Creepy Crawlers
- Détective Conan
- Doraemon
- Dragon Ball
- Dragon Ball GT
- Dragon Ball Z
- Denver, le dernier dinosaure
- Embrasse-moi Lucile
- Emi magique
- Les Fous du volant
- Futurama
- Gadget et les Gadgetinis
- Garfield et ses amis
- Les Griffin
- Hammerman
- Huinfig
- Hamtaro
- Hunter × Hunter
- Inspecteur Gadget
- Iznogoud
- Jeanne et Serge
- Les Jetson
- Jewelpets, le royaume des bijoux
- Jimmy Neutron, un garçon génial
- Keroro, mission Titar
- Kilari
- Kirby: Right Back at Ya!
- Kodomo no omocha
- Le Laboratoire de Dexter
- Lady Oscar
- Let's and Go (en)
- Looney Tunes
- Lupin III
- Magical DoReMi
- Marsupilami
- The Mask, la série animée
- Maya l'abeille
- Mighty Max
- Mirumo
- My Little Pony : Les amies, c'est magique
- Naruto
- Naruto Shippuden
- The New Woody Woodpecker Show
- Popeye
- Oggy et les Cafards
- Olive et Tom
- One Piece
- Pichi Pichi Pitch : La Mélodie des Sirènes
- Les Pierrafeu
- Pif et Hercule
- Pokémon
- Police Academy
- Les Razmoket
- Robinson Sucroë
- Sabrina
- Sailor Moon
- Sakura, chasseuse de cartes
- Les Schtroumpfs
- Scooby-Doo
- Scooby-Doo : Agence Toutou Risques
- Shaman King
- Shin-chan
- Les Simpson
- Les Snorky
- Sonic X
- South Park
- Super Mario Bros.
- Super Mario Bros. 3
- Taz-Mania
- Teen Titans : Les Jeunes Titans
- Thomas et ses amis
- Les Tiny Toons
- Tokyo Mew Mew
- Tom et Jerry
- Tortues Ninja : Les Chevaliers d'écaille
- Totally Spies!
- Transformers: Animated
- Transformers: Prime
- Vic le Viking
- Widget
- Wish Kid
- Yu-Gi-Oh!
- Zig et Sharko
- Les Zinzins de l'espace